# Janusz Jędrzejewicz
Janusz Jędrzejewicz (ur. 21 czerwca 1885 w Spiczyńcach, zm. 16 marca 1951 w Londynie) – major piechoty Wojska Polskiego, kawaler Orderu Virtuti Militari, pedagog i polityk z okresu międzywojennego, premier, członek obozu piłsudczykowskiego. Brat Wacława, żonaty z Marią Stattler, później z Cezarią Baudouin de Courtenay Ehrenkreutz.

## Życiorys
W latach 1914–1918 w Legionach Polskich i Polskiej Organizacji Wojskowej. Po odzyskaniu niepodległości pełnił służbę w Wojsku Polskim, a następnie był członkiem Bezpartyjnego Bloku Współpracy z Rządem, posłem na Sejm oraz senatorem. Od 12 sierpnia 1931 do 22 lutego 1934 piastował urząd ministra wyznań religijnych i oświecenia publicznego. Wdrożył wówczas reformę szkolną, zwaną od jego nazwiska reformą jędrzejewiczowską. Od 10 maja 1933 do 13 maja 1934 stał na czele rządu. W 1939 po klęsce wrześniowej udał się na emigrację. Początkowo przebywał w Rumunii, potem w Palestynie i Wielkiej Brytanii. Prezes zarządu powołanego w Palestynie Związku Pracy dla Państwa.

### Wczesne lata
Urodził się we wsi Spiczyńce znajdującej się na wschodnim Podolu, w rodzinie inteligenckiej ormiańskiego pochodzenia – Czesława Jędrzejewicza (inżyniera chemika, absolwenta Szkoły Głównej Handlowej w Warszawie, pracującego na stanowiskach kierowniczych w cukrowniach, zmarłego w 1937) i Eleonory z domu Buchner (była córką lekarza, po seminarium nauczycielskim, ale nie podjęła pracy zawodowej). Janusz Jędrzejewicz miał dwójkę rodzeństwa, siostrę Marylę (ur. 1887) oraz brata Wacława (ur. 1893). Jędrzejewicz uczęszczał do gimnazjów w Kijowie i Odessie. We wczesnych latach edukacji brał udział w tajnej działalności niepodległościowej (był członkiem kółek patriotycznych). Maturę zdał w gimnazjum w Żytomierzu. Tam objął kierownictwo działającej w konspiracji młodzieżowej organizacji Żytomierska Uczniowska Polska Korporacja, mającej patriotyczny i samokształceniowy charakter. Przez pewien czas studiował na Uniwersytecie Warszawskim matematykę i filozofię. W ich trakcie zaangażował się w prace studenckiej organizacji Spójnia, w której działała młodzież akademicka o poglądach socjalistycznych. Został też członkiem Polskiej Partii Socjalistycznej. Zmuszony był jednak przerwać studia w 1905, ponieważ wziął udział w strajku szkolnym, a później bojkocie szkolnictwa rosyjskiego.
W 1905 kontynuował naukę w Krakowie na Uniwersytecie Jagiellońskim, gdzie studiował matematykę, fizykę i filozofię. Zerwał kontakty z PPS, poświęcił się wyłącznie nauce. Owocem tego był podręcznik dla 3 klasy gimnazjalnej (wydany wspólnie z Heleną Stattler) i tom Poezji jego autorstwa (wydany w 1907). W tym samym roku podjął studia na wydziale ekonomiczno-społecznym Ecole Libre des Sciences Politiques. Po ich ukończeniu przez rok, od 1910 do 1911 r., uczył matematyki w prywatnych szkołach w Klarysewie i Warszawie. W latach 1912–1914 ponownie studiował na Uniwersytecie Jagiellońskim, lecz ich nie ukończył.

### Wielka wojna
Wybuch wojny zastał go podczas wakacji, spędzanych na Wołyniu. Powrócił do Warszawy, gdzie wstąpił do Polskiej Organizacji Wojskowej (POW), w której przeszedł przeszkolenie wojskowe i podoficerskie. Posługiwał się pseudonimem Marek. W tym czasie działał aktywnie w PPS, redagując m.in. publikacje partyjne. W sierpniu 1915 został sierżantem, walczył na froncie wschodnim do 1916. We wrześniu tego roku powrócił do Warszawy, gdzie został dowódcą plutonu w Batalionie Warszawskim POW. Później w Komendzie Naczelnej POW, następnie awansował na szefa żandarmerii Organizacji. W tym czasie pisał dla gazet „Rząd i Wojsko”, „Co Tydzień”, „Gazeta Nowa” i „Gazeta Polska”. Wkrótce został szefem Oddziału Informacyjno-Prasowego Komendy Naczelnej POW. W tym czasie rozpoczęła się jego bliska współpraca z Walerym Sławkiem. Od stycznia 1917 Jędrzejewicz pełnił funkcję szefa kancelarii Komisji Wojskowej Tymczasowej Rady Stanu. Następnie ukończył Szkołę Oficerską POW i w maju 1917 został mianowany na pierwszy stopień oficerski. Był osobistym sekretarzem Piłsudskiego, tym samym wszedł w skład wąskiego grona jego bliskich współpracowników.
Po uwięzieniu większości kierownictwa POW w lecie 1917, przejął obowiązki wielu zaaresztowanych i stał się jednym z liderów działaczy niepodległościowych pozostających na wolności. Był redaktorem czasopisma piłsudczykowskiego Rząd i Wojsko, był także członkiem tzw. Konwentu Organizacji A (zakonspirowanego kierownictwa obozu zwolenników Józefa Piłsudskiego). Spod jego pióra wyszły pisma programowe: „POW i Niemcy” (1917), „POW – zadania i metody” (1918) oraz broszury: Józef Piłsudski (1919) i Nasz Wódz Naczelny (1920).
Od 1917 był dyrektorem Szkoły Realnej Nawrockiego w Warszawie, a od 1 września 1918 dyrektorem Państwowego Seminarium Nauczycielskiego w Łowiczu.

### II Rzeczpospolita

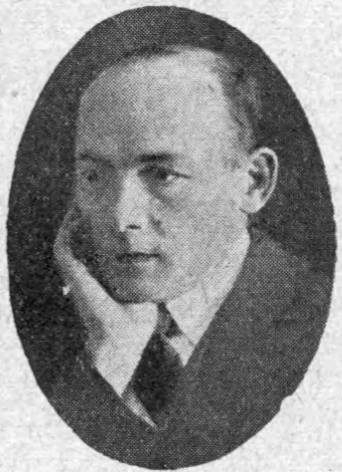
Janusz Jędrzejewicz ok. 1928

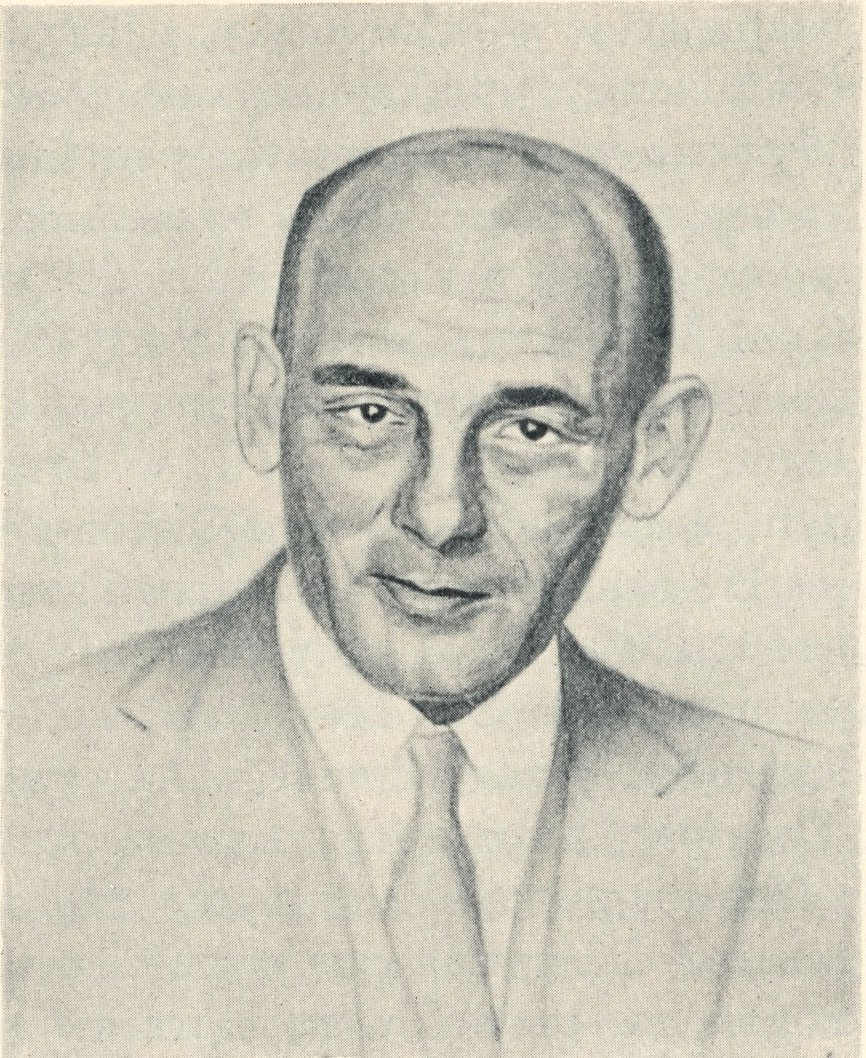
Studium portretowe Janusza Jędrzejewicza – rysunek kredą z 1932 roku, wykonany przez Henryka Grombeckiego w Warszawie

1 listopada 1918 r. uzyskał awans na porucznika. Rozpoczął pracę jako referent polityczny Dowództwa Okręgu Generalnego w Warszawie. Wziął udział w wyprawie wileńskiej, jako referent prasowy II Oddziału Sztabu Frontu Litewsko-Białoruskiego w Wilnie. W końcu sierpnia tego roku objął kierownictwo Sekcji Oświatowo Kulturalnej Oddziału III Naukowo-Szkolnego Ministerstwa Spraw Wojskowych. W maju 1920 r. został szefem sekcji ofensywy i defensywy Sztabu Armii Rezerwowej. Po odparciu zagrożenia bolszewickiego objął szefostwo Wydziału V Naukowo-Szkolnego w Oddziale III Sztabu Generalnego. W kwietniu 1921 r. został majorem, we wrześniu 1923 r. na własną prośbę przeszedł do rezerwy. Po zwolnieniu z wojska poświęcił się pracy oświatowej – uczył matematyki w gimnazjum, był kierownikiem kursów dla dorosłych magistratu warszawskiego, zajmował także stanowisko dyrektora Seminarium Nauczycielskiego S. Konarskiego w Warszawie (1924–1926). W tym czasie prowadził jednak także działalność polityczną – od 1922 redagował m.in. piłsudczykowską Drogę. 

Wpływy legionistów i peowiaków w administracji mocno się wtedy skurczyły. W wojsku stali się obiektem dyskryminacji ze strony nowych władz. Scementowało to środowisko piłsudczyków. Spotykali się oni prywatnie w latach 1925–1926, czasami z udziałem Piłsudskiego. Opracowywali i koordynowali posunięcia o charakterze politycznym. W trakcie tych spotkań krystalizował się skład późniejszej grupy „pułkowników”. Brał w nich udział także Janusz Jędrzejewicz.

 W latach 1923–1924 prowadził wykłady na kursach dla dorosłych, które organizowały władze Warszawy. Natomiast w okresie 1924–1925 współredagował Wspomnienia legionowe, a w sierpniu 1924 wszedł w skład zarządu Związku Legionistów Polskich. Od 1924 był też dyrektorem Powszechnego Uniwersytetu Korespondencyjnego, a także pełnił funkcję dyrektora Seminarium Nauczycielskiego im. Stanisława Konarskiego w Warszawie. Od 1926 redagował miesięcznik Wiedza i Życie, którego był założycielem.
Podczas zamachu majowego opowiedział się po stronie marszałka, w trakcie działań zbrojnych znajdował się w Komendzie Miasta na warszawskim Placu Saskim. Następnie znalazł zatrudnienie w Prezydium Rady Ministrów, gdzie pełnił funkcję urzędnika do specjalnych poruczeń. Później trafił do Ministerstwa Wyznań Religijnych i Oświecenia Publicznego. Był urzędnikiem do zleceń przy prezesie Rady Ministrów, a później (od kwietnia 1927) wizytatorem we wspomnianym ministerstwie.

### Poseł
Pod koniec 1927 otrzymał od Walerego Sławka propozycję kandydowania do Sejmu z listy Bezpartyjnego Bloku Współpracy z Rządem, na co się zgodził. Swą decyzję motywował następująco: 

pociągał mnie nowy typ pracy, dający mi dostęp do wielkich zagadnień państwowych.

 Wszedł do Sejmu w marcu 1928, jako przedstawiciel okręgu Częstochowa-Radomsko. Był członkiem parlamentarnych komisji konstytucyjnej i oświatowej.
Sławek mianował go na pierwszego wiceprezesa BBWR, a gdy w 1930 został premierem, Jędrzejewicz został p.o. prezesa Bloku. Od marca 1929 stał na czele grupy Zrąb, złożonej z piłsudczykowskich działaczy oświatowych, skupionych wokół kwartalnika o tej samej nazwie (wydawanego w okresie 1930–1936). W 1930 był jednym z założycieli Instytutu Naukowo-Badawczego Europy Wschodniej w Wilnie oraz działającej przy nim Szkoły Nauk Politycznych (przez rok był jej dyrektorem).

### Minister WRiOP

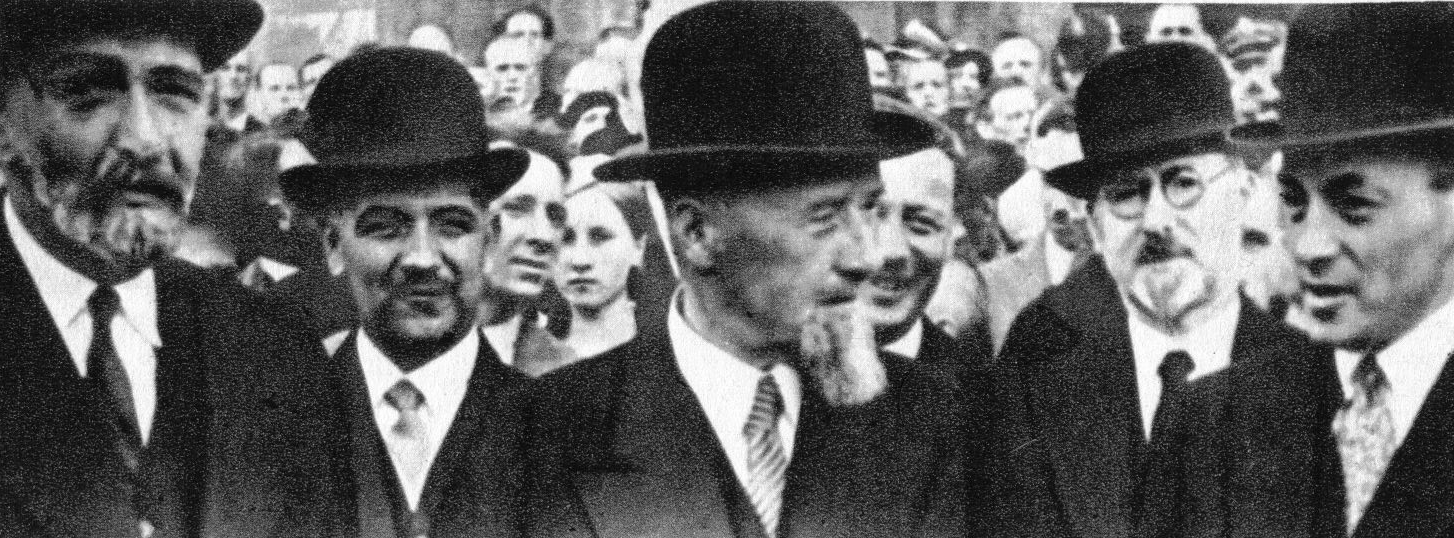
Walery Sławek, Roman Górecki, Aleksander Prystor, Jan Piłsudski i Janusz Jędrzejewicz

W wyniku śmierci dotychczasowego ministra wyznań religijnych i oświecenia publicznego, Sławomira Czerwińskiego, Jędrzejewicz 12 sierpnia 1931 objął wspomniany resort. Energicznie przystąpił do wprowadzania w życie reformy systemu oświatowego własnego pomysłu. Była ona wyrazem sanacyjnej polityki oświatowej zmierzającej do zróżnicowania wykształcenia społeczeństwa i zarazem związania młodzieży z rządzącym obozem.
Jędrzejewicz zmierzał do ogarnięcia wpływami obozu piłsudczykowskiego polityki oświatowej, naukowej i kulturalnej. Z jego inicjatywy zlikwidowano 52 katedry w szkołach akademickich, co środowisko naukowe traktowało jako rewanż władzy na profesorach za protesty przeciw umieszczeniu polityków opozycji w twierdzy wojskowej w Brześciu w 1930 r. Do sukcesów ministra należą ustawy, którą Sejm przyjął: 11 marca 1932 ustawę o ustroju szkolnictwa, a 15 marca 1933 ustawę o państwowych szkołach akademickich. Ustawa szkolna ujednolicała w znacznym stopniu szkoły średnie, umożliwiając również wstęp na wyższe uczelnie absolwentom liceów zawodowych. Reforma ustanawiała powszechny obowiązek szkolny na szczeblu szkoły powszechnej (odpowiednik dzisiejszej szkoły podstawowej). Następnym etapem była sześcioklasowa szkoła ogólnokształcąca, którą podzielono na dwa etapy: czteroletnie gimnazjum ogólnokształcące i dwuletnie liceum ogólnokształcące. Szkoła podstawowa była szkołą siedmioletnią (ostatnia klasa była przeznaczona dla uczniów nie kontynuujących dalszej nauki). Utworzono trzy typy szkoły powszechnej: pierwszego, drugiego i trzeciego stopnia. Warunkiem przyjęcia do klasy pierwszej czteroletniego gimnazjum było ukończenie 12 roku życia oraz wykazanie się wykształceniem, objętym programem sześciu klas szkoły powszechnej stopnia trzeciego. W tym celu należało zdać egzamin wstępny. Ukończenie gimnazjum dawało tzw. małą maturę i umożliwiało dalsze kształcenie w dwuletnim liceum ogólnokształcącym, liceum zawodowym lub trzyletnim liceum pedagogicznym. Liceum ogólnokształcące było z założenia elitarne. Można było w nim wybrać jedną ze specjalizacji: klasyczną (z łaciną i greką), humanistyczną (z samą łaciną), matematyczno-fizyczną i przyrodniczą (dwa ostatnie bez nauki języków starożytnych). Absolwenci przystępowali do egzaminu dojrzałości (tzw. duża matura). Otrzymanie świadectwa dojrzałości umożliwiało dalszą naukę na wyższych uczelniach. Elementami struktury ówczesnego szkolnictwa były też szkoły zawodowe (w tym licea zawodowe) i trzyletnie licea pedagogiczne. Jednym z elementów reformy było odrzucenie jakiegokolwiek zróżnicowania klas gimnazjalnych, tym samym zdecydowanie, że cała młodzież gimnazjum musi uczyć się według jednego programu, obejmującego we wszystkich klasach obowiązkową naukę łaciny. Zróżnicowanie programowe zostało ograniczone do klas dwuletniego liceum ogólnokształcącego. Słabym elementem reformy było wprowadzenie trzech stopni organizacyjnych na poziomie szkoły powszechnej. Np. siedmioletnia szkoła powszechna pierwszego stopnia organizowana głównie na wsi, realizowała program tylko 4 klas i nie dawała uprawnień do podejmowania nauki w gimnazjum. Obowiązującym elementem przed reformą było ośmioletnie gimnazjum.

Obie ustawy autorstwa Jędrzejewicza, wprowadzające reformę 

Wywołały (...) wielką dyskusję i do dziś oceniane są kontrowersyjnie, choć z biegiem czasu wyraźnie łagodnieje ostry kiedyś krytycyzm. Praca ta, którą sam obliczał na kilka lat, pochłonęła go bez reszty.

 Jędrzejewicz był ostro krytykowany tak przez siły lewicowe, jak i skrajnie prawicowe.

### Premier

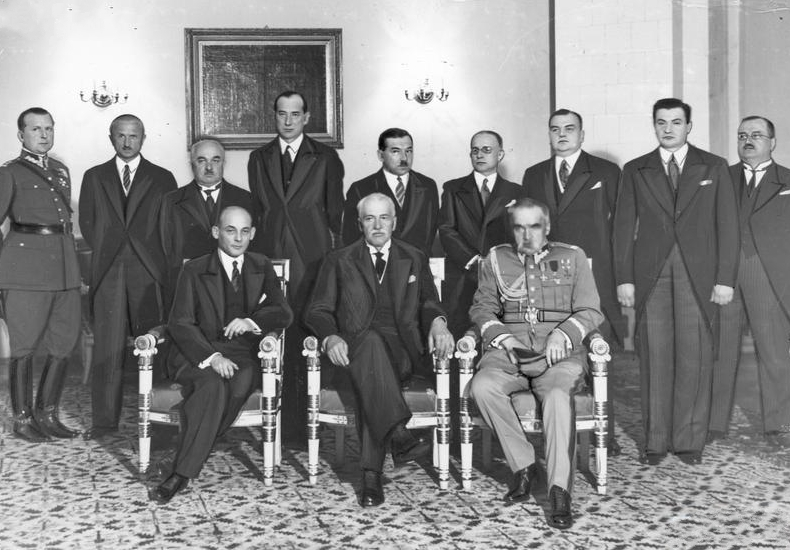
Rząd Janusza Jędrzejewicza. Premier siedzi pierwszy od lewej

W maju 1933 premier Aleksander Prystor utracił nagle zaufanie Józefa Piłsudskiego. O dniu, w którym ten pierwszy złożył rezygnację tak pisał sam jego następca, Janusz Jędrzejewicz: 

Było to zapewne 9 lub 10 maja 1933 r. gdy dostałem w ministerstwie oświaty telefon z Prezydium Rady Ministrów, że w tym samym dniu odbędzie się posiedzenie Rady Ministrów bez podanego porządku dziennego. Trochę takim zawiadomieniem zdziwiony, przyjechałem do Pałacu Namiestnikowskiego. W oczekiwaniu na zejście na dół premiera Prystora pytałem kolegów, o co właściwie chodzi, ale żaden nie był w tej materii poinformowany. Po chwili oczekiwania wszedł na salę Prystor. Zajęliśmy zwykłe nasze miejsca koło wielkiego stołu, ustawionego w podkowę. Posiedzenie było krótkie, trwało bowiem zaledwie parę minut. Prystor oznajmił nam, że właśnie złożył na ręce Prezydenta dymisję swoją i swego rządu oraz w ciepłych słowach podziękował nam wszystkim za współpracę. Na tym zamknął posiedzenie. Gdy wychodziłem ze sali posiedzeń odciągnął mnie na bok i przyciszonym głosem powiedział, że Prezydent prosi abym natychmiast przyjechał do Zamku. Tak byłem daleki od myśli o tym, co ma nastąpić, że dopiero w aucie, w drodze do Zamku, nagle z przerażeniem pomyślałem: – Jezus, Maria, a nuż Prezydent chciał abym został premierem?

 Prezydent Ignacy Mościcki powierzył Jędrzejewiczowi misję utworzenia rządu, dając mu jednocześnie zupełnie wolną rękę, jeśli chodzi o obsadę poszczególnych ministerstw. Inaczej zachował się Piłsudski – ten polecił przyszłemu szefowi gabinetu, aby w rządzie znaleźli się Józef Beck (Ministerstwo Spraw Zagranicznych), Bronisław Pieracki (Ministerstwo Spraw Wewnętrznych) oraz Emil Kaliński (Ministerstwo Poczt i Telegrafów). Obsadzając poszczególne resorty, Jędrzejewicz pragnął zasygnalizować, że jego gabinet jest kontynuacją rządu Prystora. Usunął z rady ministrów jedynie Zdzisława Ludkiewicza (ministra rolnictwa i reform rolnych). Na jego miejsce przyszedł Bronisław Nakoniecznikow-Klukowski. Sam premier zatrzymał sobie także tekę szefa resortu wyznań religijnych i oświecenia publicznego.
Rząd Jędrzejewicza został zaprzysiężony 10 maja 1933. W gabinecie tym kontrolę nad prowadzeniem polityki zagranicznej sprawował sam Piłsudski, poprzez Józefa Becka. Samego marszałka, który sprawował funkcję ministra spraw wojskowych, w codziennym kierowaniu prac resortu zastępował Felicjan Sławoj Składkowski. W czasie nieobecności premiera Jędrzejewicza w Warszawie, jego obowiązki pełnił Bronisław Pieracki.
W trakcie kadencji Janusza Jędrzejewicza doszło do decydującej narady odnośnie do konieczności uchwalenia nowej konstytucji (26 stycznia 1934) oraz podpisania polsko-niemieckiej deklaracji o nieagresji (26 stycznia 1934). Sam premier nie brał jednak udziału w powyższych wydarzeniach. Był członkiem komisji konstytucyjnej z ramienia BBWR, a gdy klub wniósł do Sejmu projekt nowej ustawy konstytucyjnej, Jędrzejewicz był osobą referującą jego założenia.
Jędrzejewicz jako premier nie był zwolennikiem zwoływania częstych posiedzeń rady ministrów. W ciągu pierwszych pięciu miesięcy po zaprzysiężeniu, rząd zebrał się jedynie sześciokrotnie. Szef rządu wolał kierować jego pracami przy pomocy indywidualnych konsultacji z poszczególnymi ministrami. Najpoważniejszym problemem gabinetu był kryzys gospodarczy. Jędrzejewicz otrzymał od Piłsudskiego polecenie, aby nie próbował wprowadzać zbyt daleko posuniętych reform. Podobny był wniosek z rozmów z Prystorem i Sławkiem. W efekcie Jędrzejewicz zdecydował się na kontynuację polityki gospodarczej swojego poprzednika. Sam nie zajmował się sprawami ekonomicznymi, pozostawiając to podsekretarzowi stanu Prezydium Rady Ministrów, Tadeuszowi Lechnickiemu.
Premier skupiał się na edukacji, wychowaniu młodych pokoleń i działalności społecznej, chciał wpłynąć na zmianę mentalności Polaków, nazywano go premierem od zdobycia dusz. Pomimo opinii antyklerykała, nadał prawa publiczne Katolickiemu Uniwersytetowi Lubelskiemu, zadbał o przyjęcie ustawy o składkach kościelnych, jak również uregulował sprawę działalności Akcji Katolickiej. Patronował również nieoficjalnie czasopismu kulturalnemu Pion, które miało stać się przeciwwagą dla Wiadomości Literackich. Za kadencji Jędrzejewicza utworzono także Polską Akademię Literatury, z jego inicjatywy powołano ideowe organizacje młodzieży: Straż Przednią i Legion Młodych, a także Towarzystwo Krzewienia Kultury Teatralnej.
22 lutego 1934 Janusz Jędrzejewicz przekazał tekę ministra wyznań religijnych i oświecenia publicznego swojemu bratu, Wacławowi.

Premier podjął decyzję o ustąpieniu w kwietniu 1934. Próbowali odwieść go od tego zarówno Piłsudski, jak i Mościcki. Jędrzejewicz wskazał jednak na fakt, że od samego początku mowa była jedynie o rocznym sprawowaniu przez niego funkcji szefa rządu. Podał się do dymisji 13 maja 1934. Urząd pełnił jeszcze przez dwa dni. Andrzej Ajnenkiel pisał o rezygnacji Jędrzejewicza: 

Odejście jego powitano bez żalu nawet w kręgach rządzącego obozu. Zwolennicy daleko idącego usztywnienia kursu zarzucali mu, że jest w swych posunięciach zbyt liberalny, podejrzewali o związki z „Naprawą”. Konserwatyści krytykowali go za nie najlepsze, mimo starań, stosunki z klerem. Sanacyjni liberałowie (...) oskarżali go o czystkę w szkolnictwie wyższym, firmowanie twardej polityki Pierackiego. Zaczynała odmawiać nawet posłuszeństwa hołubiona przezeń dotąd organizacja młodzieży akademickiej i szkolnej.

### Senator
Po złożeniu dymisji z funkcji premiera, Jędrzejewicz wciąż należał do tzw. grupy pułkowników, która rządziła Polską, nie był jednak kluczowym jej członkiem. Nie uczestniczył w naradach najbardziej zaufanych współpracowników Piłsudskiego. Nie brał także udziału w walce o władzę, jaka rozpoczęła się po śmierci marszałka w 1935. Kontestował także działalność Obozu Zjednoczenia Narodowego. Gdy wraz z innymi „starymi” piłsudczykami został zaproszony na spotkanie, podczas którego szef OZN, Adam Koc zaprezentował swój antysemicki program, Jędrzejewicz był zbulwersowany jego założeniami. Pisał m.in.: 

Nie przypominam sobie bardziej tragicznego spotkania. Koc przedstawił program działania organizacji politycznej, który drastycznie odbiegał od zasad, które głosiliśmy od tak wielu lat... Byliśmy zdruzgotani tym, co usłyszeliśmy.

W latach 1935–1938 był senatorem (został wybrany przez wojewódzkie kolegium wyborcze w woj. wołyńskim). Był zastępcą senackiej komisji budżetowej oraz przewodniczącym komisji oświatowej. Znajdował się wówczas w grupie zwolenników Walerego Sławka, stopniowo odsuwanego od realnego wpływu na bieżącą politykę. Również Jędrzejewicz popadł w niełaskę władz: 

Czasopisma rządowe nie chciały drukować jego artykułów. Nie był zapraszany na uroczystości państwowe. Jemu oraz jego bratu nie chciano powierzyć jakiegokolwiek stanowiska państwowego (przyczynił się do tego Edward Śmigły-Rydz).

W tym czasie uczestniczył w przekształcaniu Instytutu Badania Najnowszej Historii Polski (od 1924 był członkiem jego komisji rewizyjnej) w Instytut Józefa Piłsudskiego (od 1936 był członkiem zarządu Instytutu). Tuż przed wybuchem II wojny światowej zamieszkał w Jaworzu, na Śląsku Cieszyńskim. Tam napisał poradnik wychowawczy dla młodzieży pt. W krainie wielkiej przygody, wydaną w 1939.

## Emigracja
We wrześniu 1939, w dniu wybuchu wojny znalazł się we Lwowie. Tam wraz z bratem Wacławem zgłosił się do dowódcy Okręgu Korpusu, gen. Władysława Langnera, pragnąc uzyskać przydział wojskowy. Odmówiono mu tego, wobec czego zmuszony był opuścić kraj. 17 września 1939 znalazł się w Rumunii, gdzie pracował jako nauczyciel w gimnazjum polskim w Bukareszcie. Gdy w czerwcu 1940 król rumuński Karol II został zmuszony do abdykacji, a władzę w kraju przejął proniemiecki Ion Antonescu, wraz z innymi piłsudczykami uszedł przez Bułgarię do Turcji.
W listopadzie 1940 znalazł się w Palestynie. Tam publikował w Nowych Drogach. Wkrótce jednak czasopismo zostało zamknięte na polecenie gen. Władysława Sikorskiego. Od 1941 pracował jako nauczyciel matematyki w polskim gimnazjum w Tel Awiwie. Jednak w kwietniu 1943 w szkole inspekcję przeprowadził wizytator Biura Oświaty i Spraw Szkolnych w Jerozolimie (podległy Sikorskiemu), który polecił zwolnić Jędrzejewicza i Helenę Baryszową (także związaną z obozem piłsudczykowskim). Jędrzejewicz skupił się na działalności w Związku Piłsudczyków na Środkowym Wschodzie. W listopadzie 1943 dotarła do niego wiadomość, że w Warszawie został zamordowany przez Niemców jego syn, Juliusz (ur. 1915), który był żołnierzem Armii Krajowej. W 1944 Janusza Jędrzejewicza powołano na stanowisko piłsudczykowskiego Związku Pracy dla Państwa. W tym czasie wydawał Biuletyn Niezależnych i Na Straży. Napisał także broszury W dniu imienin Pierwszego Marszałka Polski (Tel Awiw 1941) oraz Piłsudski, demokracja i chwila obecna (Tel Awiw 1943).
Po zakończeniu wojny pozostał na emigracji. W 1947 przeniósł się do Wielkiej Brytanii. Zamieszkał w Londynie. Był już wówczas ciężko chory na astmę. W czerwcu 1948 został prezesem Rady Naczelnej Ligi Niepodległości Polski (kontynuowała ona działalność istniejącego od 1942 Związku Piłsudczyków), zrezygnował jednak z tej funkcji już w grudniu tego samego roku, z powodu nieporozumień wewnątrz polskiej emigracji w Londynie. W tym czasie był również przewodniczącym Rady Naczelnej Instytutu Józefa Piłsudskiego w Londynie.
Zmarł 16 marca 1951 w Londynie. Pochowano go na cmentarzu Beckenham Cemetery (E1 22268).

## Życie prywatne

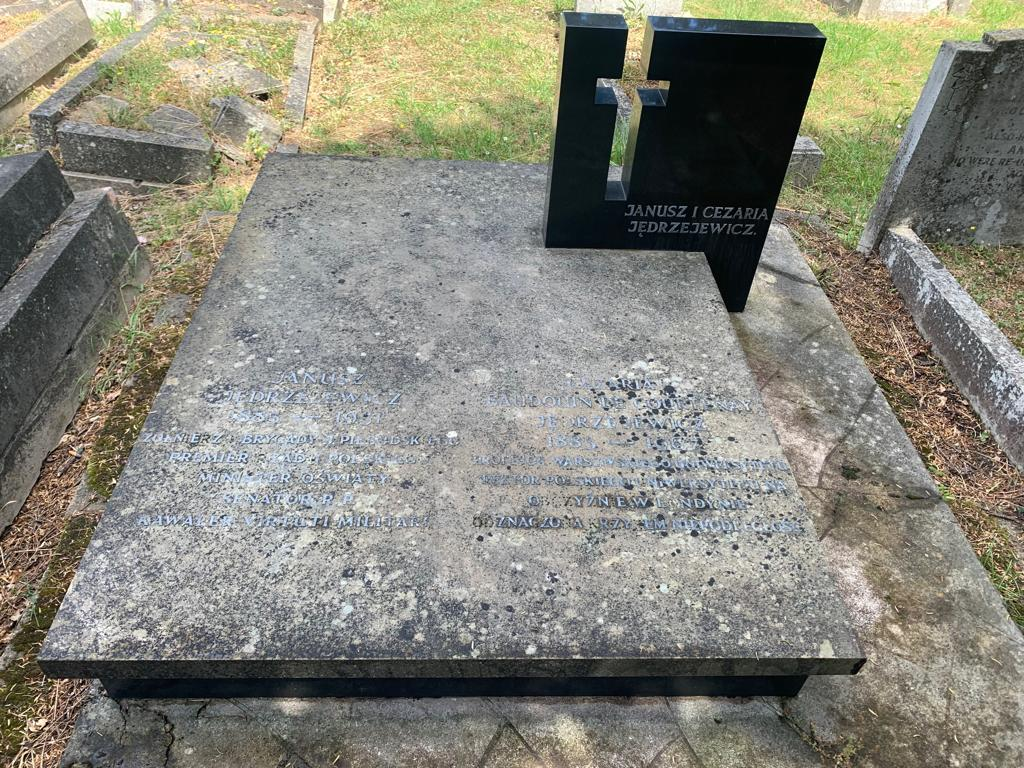
Grób Janusza Jędrzejewicza

W 1907 ożenił się z Marią Stattlerówną (1880–1944), córką Juliusza Stattlera, siostrą Heleny i Klementyny, rzeźbiarką oraz poetką, z którą miał syna Juliusza Czesława (1916–1943). W 1934 rozwiódł się i poślubił – Cezarię Baudouin de Courtenay Ehrenkreutzową (profesor etnologii Uniwersytetu Warszawskiego), swoją drugą żonę. Romans z późniejszą drugą żoną był przyczyną skandalu w elitach władzy. Wiceminister wyznań religijnych i oświecenia ksiądz Bronisław Żongołłowicz tak opisywał to w swoim dzienniku: „Premier i minister oświaty tworzy katedrę swej kochance, po zwinięciu 50 katedr i usunięciu z nich szeregu profesorów, następnie kochankę, żonę profesora Uniwersytetu Wileńskiego, odbiera mężowi, ta zaś zmienia wyznanie, otrzymuje od kochanka – premiera awans wynoszący 450 zł miesięcznie, kochanek wprowadza ja na katedrę dla pierwszej prelekcji”. Katedrą o której pisał Żongłłowicz była Katedra Etnografii Polskiej. Niektórzy uważają, że skandal ten był przyczyną zdymisjonowania Jędrzejewicza przez Piłsudskiego z funkcji premiera.

## Okres pełnienia urzędu ministra
- 12 VIII 1931 – 9 V 1933[5]
- p.o. 9-10 V 1933
- 10 V 1933 – 23 II 1934

## Odznaczenia
- Krzyż Srebrny Orderu Wojskowego Virtuti Militari Nr 4945 (1921)[33]
- Wielka Wstęga Orderu Odrodzenia Polski (1935)[34]
- Krzyż Niepodległości z Mieczami (1931)
- Krzyż Walecznych – dwukrotnie (1921)
- Krzyż Polskiej Organizacji Wojskowej (1918)
- Odznaka „Za wierną służbę” (1921)[4]
- Order Krzyża Orła I klasy (Estonia, 1934)[35]
- wiele innych odznaczeń zagranicznych[4]